# John Daniskas
John Daniskas (Rotterdam, 1 mei 1907 – 15 februari 2002) was een Nederlands musicoloog.
Hij was zoon van John Danskar en Cornelia Helena Poelman. De familienaam werd in 1936 gewijzigd in Daniskas. Hijzelf trouwde in 1942 met zangpedagoge aan het Rotterdams Conservatorium, pianiste en logopediste Cornelia van Zwieten (overleden 1 januari 1993, 73 jaar), latere draagster van de gouden Erasmusspeld van de gemeente Rotterdam. Dochter Monica Daniskas werd beeldend kunstenaar. Dochter Odilia Christina was purser bij de KLM en Manager bij Shell.  John Daniskas werd in 1974 benoemd tot ridder in de Silvesterorde voor zijn bijdrage aan de verspreiding van en het onderwijs in kerkmuziek.  
Hij kreeg zijn muziekopleiding aan het Rotterdams Conservatorium (Toonkunstmuziekschool). Hij kon dat doen vanwege een studiebeurs voor studie bij Anton Kaltwasser. Toen hij zijn pianostudie daar in 1929 afrondde ging hij verder piano studeren bij Willem Andriessen. Voorts bestudeerde hij de contrapunt bij Henri Zagwijn en klavecimbel bij Erwin Bodky. Hij vervolgens kort als pianist door het leven. Hij ging namelijk musicologie studeren aan de Universiteit van Utrecht bij professor Albert Smijers en deed in 1939 zijn doctoraal examen aldaar. Al tijdens die periode was hij docent piano en zang aan het Rotterdams Conservatorium (1935-1940, Toonkunstmuziekschool en 1940-1947, Toonkunstconservatorium). Een van zijn leerlingen was Piet Struijk. Per 1938 was hij ook verbonden aan het Utrechts Conservatorium als leraar muziekgeschiedenis. In 1947 werd hij benoemd tot directeur van die instelling; in die hoedanigheid volgde hij Willem Pijper op. Het jaar daarop promoveerde hij cum laude in Utrecht tot doctor in de letteren en wijsbegeerte via het proefschrift "Grondslagen van de analytische vormleer der muziek". Van 1954 tot 1974 was Daniskas rijksinspecteur voor het muziekonderwijs in Nederland. In die functie overhandigden hij en Herman Krebbers het diploma van het Amsterdams Conservatorium aan de dan jonge violiste Emmy Verhey (1966).
Tevens is hem toegekend de versierselen behorende bij Officier in de Orde van Oranje Nassau.
Van zijn hand verscheen een aantal boekwerken zoals:
- deel zeven (De epigonen der romantiek van Wagner tot op heden) van de Algemene Muziekgeschiedenis van Dr. Smijers (1937)
- Muziekpedagogiek theorie en praktijk
- Nederlandse componisten in de 19e en 20e eeuw
- Hector Berlioz
- Algemene muziekleer (1963, samen met Sem Dresden).

Voorts was hij muziekjournalist voor het Rotterdamsch Nieuwsblad, het NRC, De Telegraaf, Muziekkroniek van Nederland. Van 1930 tot 1940 was hij ook conservator van de muziekbibliotheek van het Rotterdamsch Leeskabinet en lid van de raad van bijstand van de Stichting Volksmuziekscholen.     
Piet Ketting droeg zijn Praeludium en fuga nr. 2 aan hem op.